# Ademuz
Ademuz település Spanyolországban, Valencia tartományban. Ademuz Casas Altas, Castielfabib, Puebla de San Miguel, Riodeva, Torrebaja, Vallanca, Libros, Arcos de las Salinas és Santa Cruz de Moya községekkel határos. Lakosainak száma 1004 fő (2024).

## Népesség
A település lakosságának változását az alábbi diagram mutatja:
| Lakosok száma | 1179 | 1140 | 1242 | 1286 | 1258 | 1179 | 1073 | 1042 | 1000 | 1004 |
|               | 2001 | 2004 | 2007 | 2009 | 2012 | 2014 | 2017 | 2019 | 2022 | 2024 |